# Can (rivière)
La Can est une rivière dans l'Essex, en Angleterre. Elle mesure 23 km de long.
Chelmsford est centré sur la confluence de la Can et de la Chelmer. La Can entre dans Chelmsford par l'ouest, rejoignant la Chelmer à l'est de la ville. À partir de la confluence, la Can devient une partie du  canal Chelmer et Blackwater. La rivière Wid conflue également avec la Can dans la même zone.

## Histoire
Vers 1100, un pont est construit sur la rivière Can, rétablissant une ancienne voie romaine. Chelmsford s'est alors développé autour du pont.

## Affluents
- Rive droite : Newland Brook, Roxwell Brook (5,4 km de long), River Wid ;
- Rive gauche : Parsonage Brook, Chignal Brook (23 km de long).